# Ульги (маяк)
Маяк Ульги (кор. 울기등대 Ульги тындэ) — один из самых старых маяков в Корее. Расположен в парке Тэванам района Тон-гу города-метрополии Ульсан, Республика Корея.

## История
Маяк Ульги был открыт 26 марта 1906 года японскими империалистами, чтобы взять инициативу на Восточном море и в Корейском проливе в свои руки. 12 декабря 1987 года рядом со старым маяком (высота — 6 м) был построен новый — высотой 24 м.
В здании маяка действует бесплатный приют для туристов — «Сончжуктан». Номеров — всего 6 комнат.